# Киргиска Аутономна Совјетска Социјалистичка Република
Киргиска Аутономна Совјетска Социјалистичка Република (кирг. Кыргыз автономная Советтик Социалисттик Республикасы, рус. Киргизская Автономная Социалистическая Советская Республика), скраћено Киргиска АССР, била је аутономна република Руске Совјетске Федеративне Социјалистичке Републике (РСФСР) у саставу Совјетског Савеза (од 1922.) која је постојала од 1926. до 1936. године.
Киргиска АССР је формирана 11. фебруара 1926. у бившој области Совјетске Централне Азије, у оквиру Руске СФСР, када је Кара-Киргиска Аутономна Област реорганизована у АССР. Дана 5. децембра 1936. уздигнута је у Киргиску Совјетску Социјалистичку Републику (независну од Руске СФСР), једну од конститутивних република Совјетског Савеза.